# Ковры Губы
Ковры Губы названы в честь города, расположенного в Азербайджане недалеко от Каспийского моря. Губа является одним из мест сосредоточения кавказских ковров. Губа одновременно является и городом и областью, которая в прошлые времена была ханством (эквивалентом государственного региона в традиционной системе государственного строя) Азербайджана. Стиль ковров Губы включает в себя множество видов, в том числе: Алпан-Губа, Карагашлы, Гонагкенд, Чичи, Пиребедиль, Сейчур и Зейва.

## История ковроткачества в Губе
Ковроткачество на территории Азербайджана, в особенности в Губе, имеет долгий путь исторического развития.
В XVIII веке развитие рыночного производства ковров на территории Ширвана, Карабаха, Губы, Баку способствовало тому, что население ханств облагалось налогами в качестве ворсовых ковров и паласов для дальнейшего экспорта. С присоединением территории Азербайджана к Российской империи в XIX веке, началось осваивание местного рынка ковров. Исследование русскими учёными регионов Азербайджана коснулось также азербайджанских ковров. На протяжении XIX—XX в. создавались монографии содержащие подробную информацию о разнообразии азербайджанских ковров. В 20-е годы XX века ковры Кавказа были в значительной степени экспортированы на Запад. Большая часть старых изделий использовались на территории России.
Во второй половине XIX — начале XX веков азербайджанские ковры, в частности губинские и ширванские, являлись экспонатами выставок международного характера в таких городах, как Вена (Австро-Венгрия), Лондон (Великобритания), Берлин (Германия) и т. д.
В Государственном музее искусств Азербайджанской Республики в столичном городе Баку и по сей день хранится ковёр под названием «Губа», который был соткан в 1817 году.

## Материалы и структура губинских ковров
Губинские ковры изготавливаются в основном из шерсти. Изредка используется хлопок. Шерсть всегда состоит из двух нитей, что делает её двухслойной. Основа структуры обычно варьируется в зависимости от региона, но слой обычно остаётся 2-слойным. Нити основы лежат на одном уровне. Чаще всего вдавленные нити опускаются до 75 %. Нити завязываются симметрично, а боковые стороны губинских ковров украшаются синим или белым вырезом из шерсти или хлопка. Концы основы соединены в несколько рядов узлов.

## Ширванский и дагестанский типы ковров
Ширванская область, являющаяся неотъемлемой частью Азербайджана, находится на Южном Кавказе, где горная цепь опускается в Каспийское море. Исторически сложилось, что ковры, сделанные в Губе, Баку и Дагестане, также включались в список ширванских ковров. Однако, губинские ковры можно отличить от ширванских и дагестанских плотной, ребристой структурой и большим числом узлов.

## Губинская школа ковроткачества
Губинская школа, включающая районы Гонагкенд и Девечи, охватывает до 35 образцов композиций ковров. Ковры Губы отличаются большим разнообразием конструкций. Декоративный рисунок характеризуется геометрическими и растительными мотивами, большинство из которых декорированы. К ним относятся Гырыз, Гымлы, Гонакенд, Шахнезерли и другие ковры. На первый взгляд, орнамент может показаться слишком смешанным и разнообразным. Однако при ближнем рассмотрении становится очевидным, что все украшения в композиции строго следуют общей схеме.
Среди наиболее популярных видов Губинских ковров — модели Чичи и Гонагкенд. Ковры Губы отличаются от ковров других регионов тем, что здесь изображение медальонов встречается не так редко, как в других дизайнах.

## Виды ковров

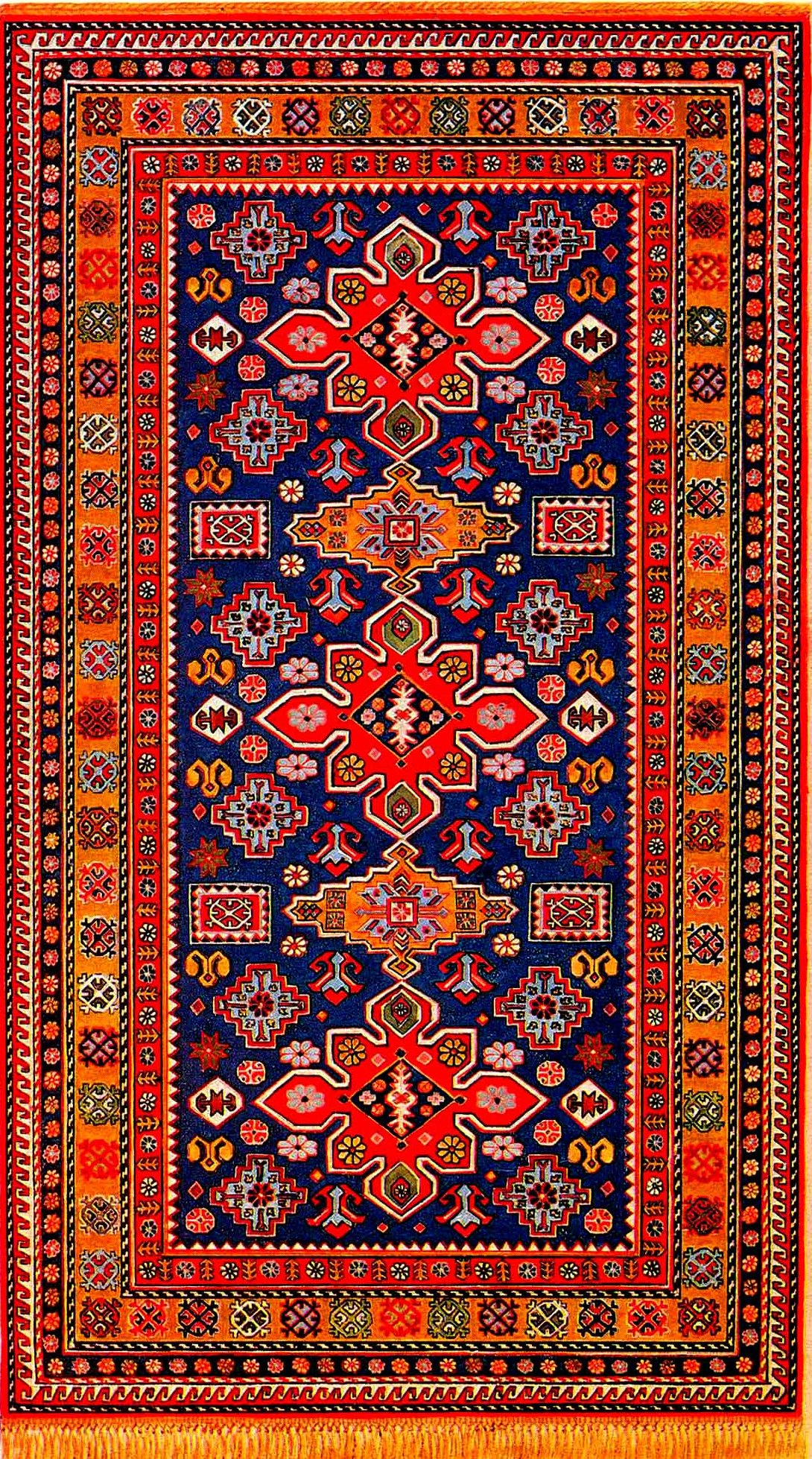
Вид губинских ковров — «Губа»

### Губа
Состав центрального поля состоит в основном из нескольких кетебе, которые идут один за другим вдоль главной оси в вертикальном направлении. Вокруг них разбросаны много более крупных и меньших элементов разных форм. Такие элементы можно встретить не только в губинских коврах, но и в Ширване, Баку и даже казахских коврах с различными составами. Центральное поле таких композиций рассматривается как «ачыг йерли». то есть открытый или незамкнутый фон. Декоративные узоры на губинском ковре включают различные полосы, среди которых можно перечислить центральный край, меньший край и медахилы. Элемент, который служит главным украшением и представляет собой связь края, упоминается ткачами как «тонгал», то есть костром. Такое название можно считать связанным с верованиями древних огнепоклонников. Цвет фона ковров Губы чаще всего тёмно-синий или иссиня-чёрный.

### Кёхня Губа(Старая Губа)
Состав центрального поля состоит из трёх крупных восьмиугольных медальонов, которые выстроились в вертикальном направлении. Медальоны одного цвета, формы и размера. Они заложены довольно узким краем, который в то же время идёт от центрального поля к границе ковра. Сам край также является одной из полос в общем краю границы. В центре медальонов расположены маленькие восьмиугольники, обрамлённые орнаментальными узорами (медахил и кошаяг). Центральное поле окружено общей границей, состоящей из восьми полос.

### Алпан
Ковры Алпана берут своё название от деревни Алпан возле реки Сусачай. Этот вид ковра широко распространён в деревнях Сусаи и Сабат. Со второй половины XIX века алпанские ковры стали распространяться и на мастерские Гусарского района. Среди экспертов этот вид ковра также известен как «Губа», «Дагестан». Декоративный рисунок характеризуется геометрическими и растительными мотивами. Медальоны Алпанских ковров имеют более сложную форму по сравнению с коврами других регионов. Композиция основана на «херченг» («раки») — элементы, которые окружают медальоны в углу. Ковры Алпана имеют детали среднего размера как «чарховуз» («бассейн»), а мельчайшие элементы называются «ордек» («утка»). Остальная часть поля центра содержит стилизованные геометрические и растительные элементы различных форм. Доминирующие цвета — тёмно-зелёные и жёлтые оттенки. Ковёр отличается высокой степенью толщины и изысканным орнаментом.

### Хырдагюль Чичи
Эти ковры изготавливаются в ткацких центрах Кубы. Называются «Хырдагюль Чичи», поскольку центральное поле состоит из мельчайших элементов, которые называются «хырдагюль» («крошечные цветы»). Общий состав центрального поля образован несколькими короткими позициями вдоль горизонтальной и вертикальной осей. Основной элемент композиции известен как «башмаг» (башмак), являющийся стилизованным листом. Каждый из остальных элементов служит началом или центром связи нитей. Ковёр обрамлён рамкой, состоящей из одной центральной кромки, двух рёбер и зубца.

### Алчагюль Чичи
Этот вид ковра принадлежит деревне Деречичи Губинского района. В то время как ткачи ковров называют это «Альчагюль Чичи», среди экспертов по ковру он известен как «Чичи». Ковры, изготовленные в Набуре, Шемахе, Алчимане, Ширване (где они были подвержены влиянию технологических и художественных тенденций), называются «Ширван Чичи». Состав центрального поля в основном заполняется элементами «Альчагюль Чичи». Эти повторяющиеся элементы образуют горизонтальные и вертикальные ряды. Пограничная полоса состоит из различных полос ширины, включая зубчатую полосу, медахил, зенджиру. Их орнамент характеризуется геометрическими и растительными мотивами, большинство из которых декорированы и отличаются высокой толщиной и изысканностью. Гибкость дизайна и эмоциональная выразительность формы и цвета призваны передать радостное восприятие жизни. Художественный эффект усиливается благодаря ритму, симметрии и чётко выраженной композиции, все они следуют общей гармонии.

### Сырт Чичи
Ковёр Сырт Чичи относится к деревне Деречичи. Среди специалистов по искусству и ковровым покрытиям он также известен как «Чичи». Элементы пограничной полосы — зубчатая полоса, медахил, зенджиру.

### Голлу Чичи
Отличаются чрезвычайной сложностью геометрических и растительных узоров. В настоящее время в музее «Метрополитэн» в городе Нью-Йорк (Соединённые Штаты Америки) хранится ковёр типа «Голлу чичи», который был соткан в 1712 году.

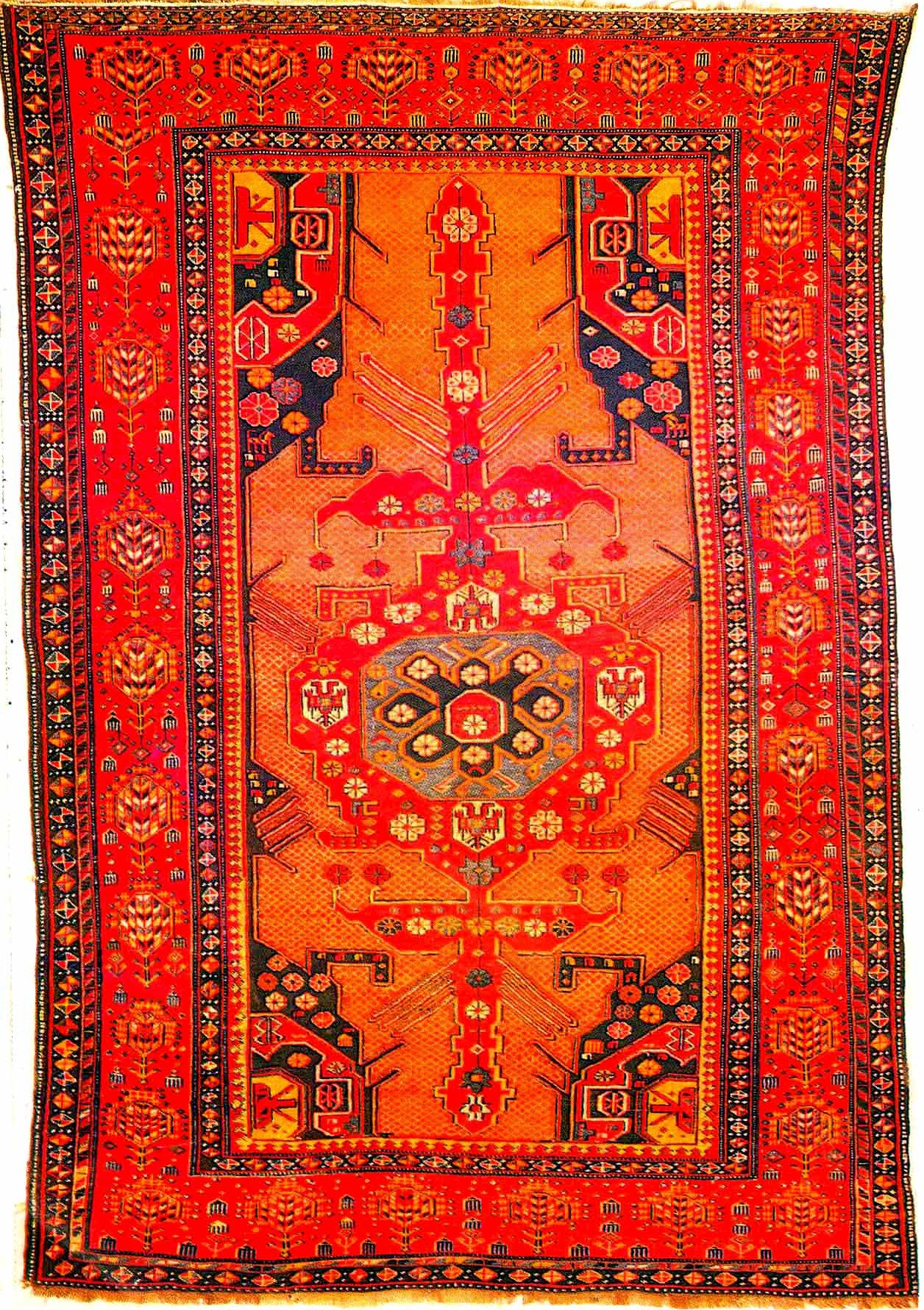
Вид губинских ковров — «Гымлы»

### Гымлы
Ковры Гымлы (Гымыл) впервые были сплетены в Габале в XIV—XV вв. Позже, начиная с 18-го века, они распространились на ковровые мастерские Губинского района. В результате, двигаясь дальше от деревни Гымлы, ковёр постепенно терял свои художественные ценности и претерпел ряд искажений. В середине центрального поля находится многоугольный продолговатый медальон. Этот медальон обычно назывался «хонча», однако во второй половине XIX века он стал широко известен среди ткачей под названием «поднос». Как правило, к этой композиции, к верхней и нижней части медальона находятся четыре больших многоугольных элемента, которые называются «ложными» («свеча», «фонарь»). Состав центрального поля ковра Гымлы формируется стилизованными изображениями целого ряда предметов и украшений. Это чаще всего напоминает картину свадьбы или пиршества.

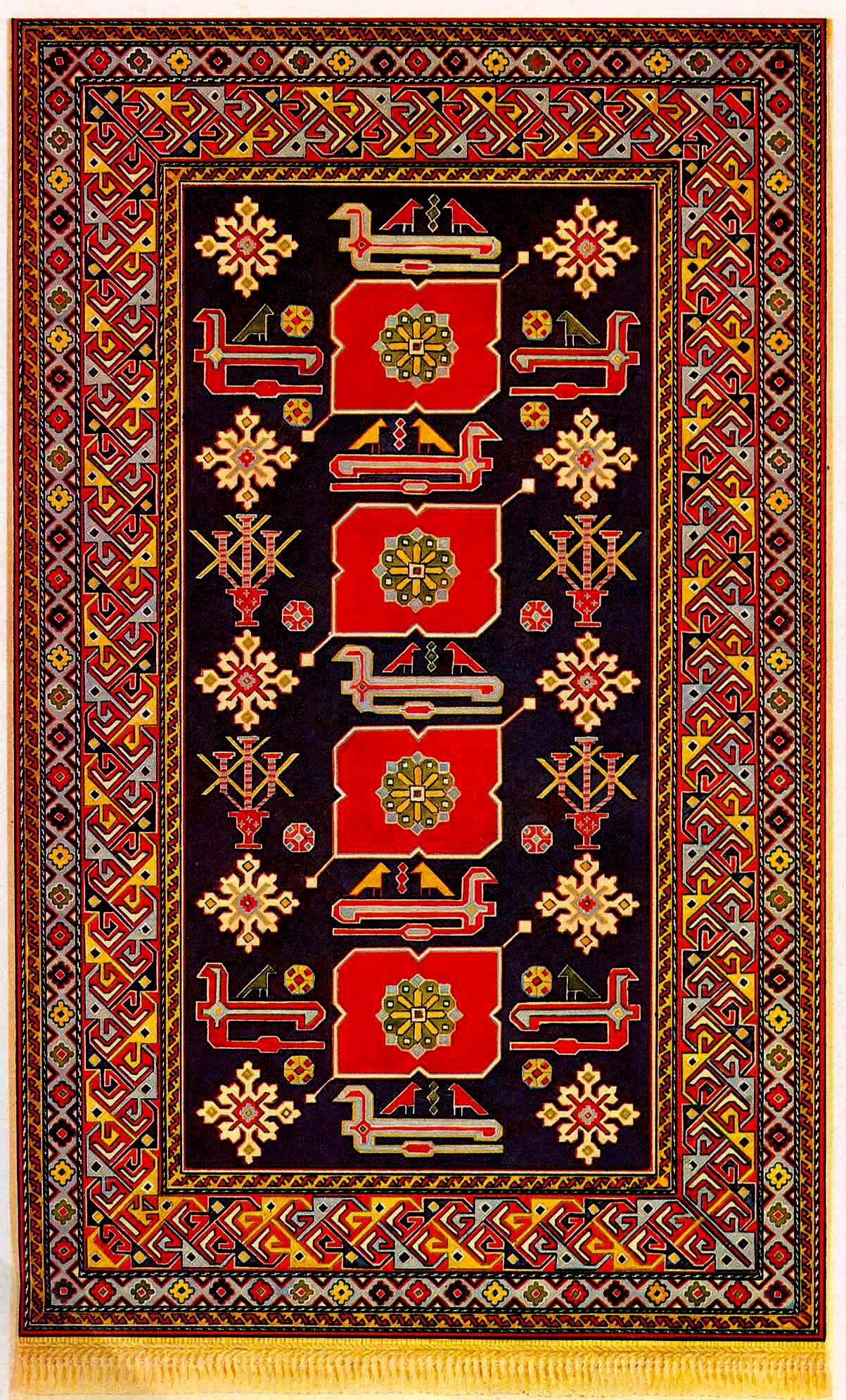
Вид губинских ковров «Гарагашлы»

### Гарагашлы
Знаменитый ковёр Гарагашлы из группы губинских ковров производится в деревнях Гаджи-Гарагашлы, Чай-Гарагашлы и Сьюзанлы-Гарагашлы из Девечинского района. На центральном поле вдоль вертикальной оси имеются небольшие медальоны. Ткачи ковров и эксперты предполагают, что эти медальоны изображают «музыкальные инструменты». Между медальонами встречаются элементы разного типа, называемые среди народа как «гушбашы» («голова птицы»). Типичный цвет фонового поля центра Гарагашлы тёмно-синий или тёмно-красный. В редких случаях встречаются ковры Гарагашлы с белым фоном.

### Шахнезерли
Название происходит от названия деревни Шахназарли. Этот тип ковра включает 35 композиций. Несмотря на то, что центры производства ковров Шахназарли — это деревни Шахназарли, Мэлхэм, Гёйлер, Гонагкенд, они также изготавливались в деревнях Губы, Шемаха и Агсу. Состав центрального поля в основном образован несколькими мелкими элементами, расположенными вдоль вертикальной оси. Обычно на этом ковре в центральном поле есть два «башлыг», один из них в нижней части, в начале первого геля, а второй — в верхней части, в конце последнего геля. Эти башлыг придают целостность и окончательную форму гелям, а также улучшают состав центрального поля и улучшают группировку гелей. В Азербайджане и в Центральной Азии народные ковры и ремесленники называют любой ковёр с множеством медальонов «Гелу», независимо от композиции. Эти гели, большинство из которых имеют восьмиугольную форму и украшены краем или небольшими квадратами, в силу своей простоты и ярких цветов значительно отличаются от гелей казахского, карабахского и южно-азербайджанского ковров. Характерными особенностями этой группы ковров являются высокая толщина, богатое украшение орнаментального рисунка, тонкое ткачество.

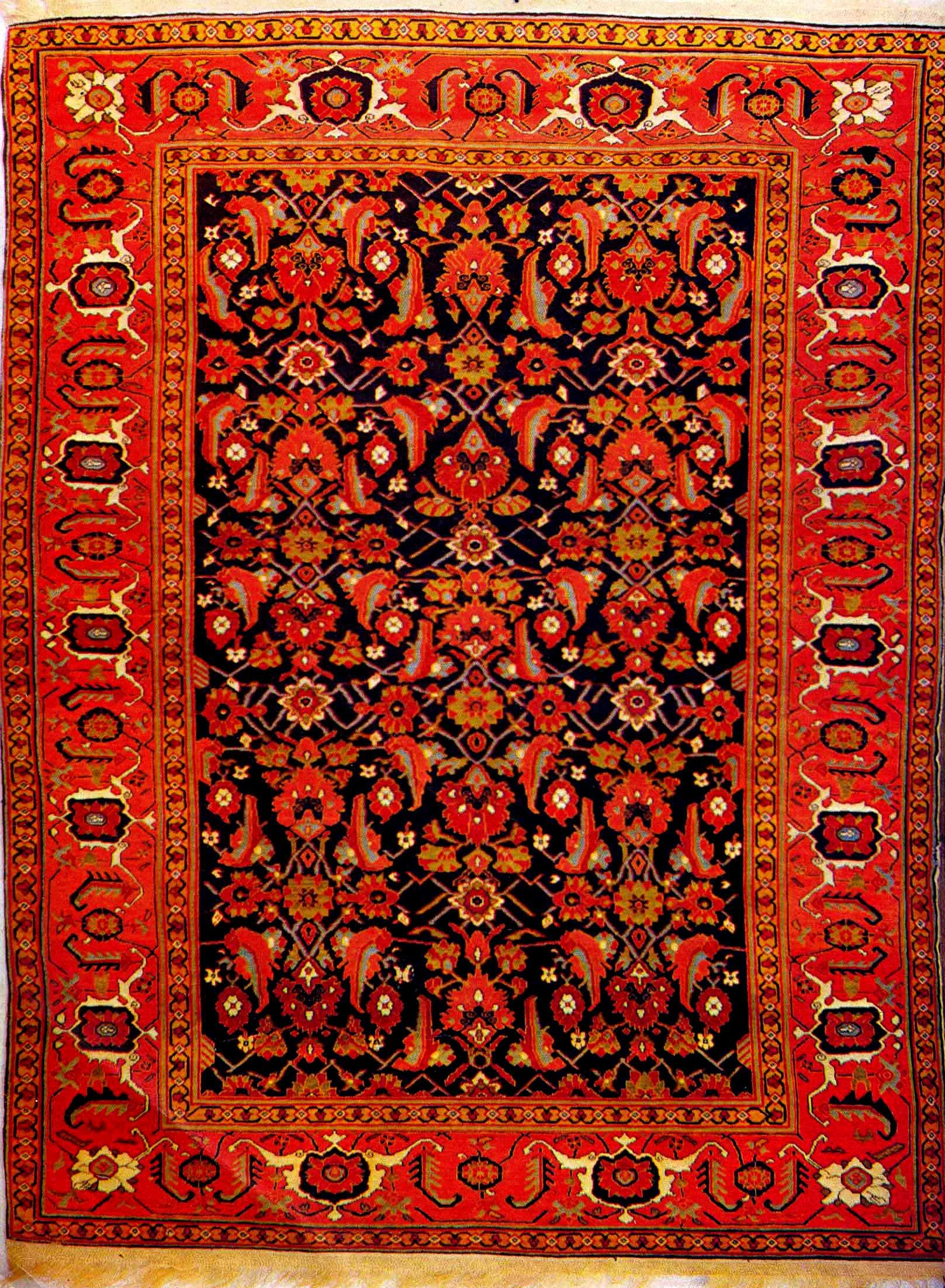
Вид губинских ковров- «Герат-Пиребедил»

### Герат-Пиребедил
Исторически этот тип ковров был впервые выполнен в 15 веке в Афганистане. Позднее он распространился на южные регионы Азербайджана под разными названиями. В частности, он известен как «Балыг» в Карабахе.

### Пиребедил
Этот ковер получил свое название от деревни Пиребедил. Местные ткачи называют этот ковёр «Бирма», «Гирман», иногда «Гаичи». Некоторые из самых старых ковровых ткачей и искусствоведов называют его «Мигради» или «Гроу», который является модификацией арабского слова «менру» («ножницы»). Слева и справа от центрального поля есть элемент, характерный только для этого типа ковра и напоминающий ножницы по своей форме. Ковры Пиребедил более древние, чем любой другой азербайджанский ковёр. Основными элементами являются «гаичи» или «буйнуз» («рога») на левой и правой сторонах ковра в качестве символа героизма и мужества, изображение петли индейки в центре поля центра и вдоль её краевой линии, листья плодовых деревьев и восьмиугольные гели. Как правило, цвет фона центрального поля тёмно-синий или тёмно-красный.

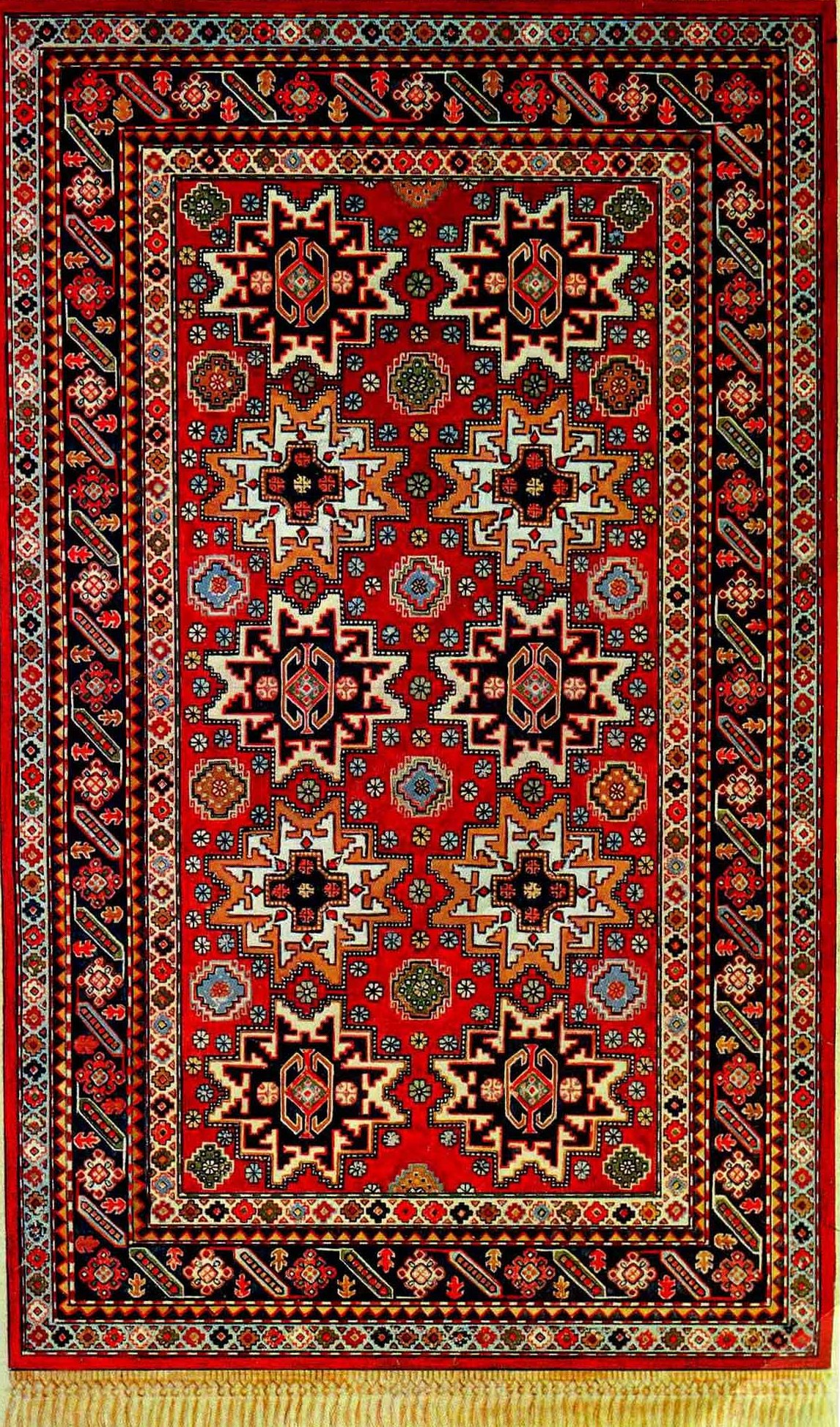
Вид губинских ковров — «Зейва»

### Зейва
Этот ковёр берёт своё название от деревни Зейва на юго-востоке Губы. В зарубежных источниках этот тип ковра называют ширванским ковром. Он также известен под названием «Гядим Зейва». Типичный состав центрального поля Зейва включает в себя последовательность ряда гелей вдоль центральной оси. По своей форме и происхождению эти гели, которые составляют основной элемент ковра Зейва и полностью воспроизводятся пунктирными линиями, можно отнести к периоду средневековья. Эти гели бывают разных типов и встречаются в декоративном искусстве не только на Кавказе, но и в странах Балтии, где они наиболее характерны для искусства ковроткачества и вышивки. Вокруг этих гелей в асимметричном расположении имеются различные наполнители, называемые «саккизбуяглы», «гармаглы», «альма». Как правило, цвет фона центрального поля тёмно-красный, тёмно-синий, бежевый.

### Алиханлы
Ковёр Алиханлы входит в группу губинских ковров типа Губа-Ширван. Название происходит от деревни Алиханлы в районе Сиазань. Этот ковёр также производится в северо-западной части Азербайджана, а именно в районе Девечи. Композиция центрального поля в основном состоит из нескольких крупных гелей, расположенных одна за другой длинной центральной вертикальной оси. Форма гелей имеет криволинейную и зубчатую форму. В центральном поле ковра вдоль его горизонтальной оси есть один, два или, в редких случаях, три геля. Декоративная картина состоит из замысловатых мотивов, представленных пунктирными линиями. Эти мотивы были созданы мастерами ковров средневековья.

### Гонагкенд
Ковры Гонагкенда были впервые сплетены в 18-19 веках. Их художественные и декоративные элементы постепенно изменялись, и в результате ковры теперь выглядят совершенно иначе, чем ковры Хорасана, которые, как полагают, являются их прототипом. Основной состав ковра Гонагкенд состоит из большого медальона, расположенного посреди центрального поля. Внутри медальона расположено 8 маленьких крестов, расположенных централизованно. Медальоны украшены элементами геометрических линий, которые напоминают образы некоторых примитивных сельскохозяйственных инструментов. Из-за расширения торговых ярмарок в 18 веке и, особенно, во второй половине 20-го века композиция этого ковра стала использоваться в плоских тканях большого размера.

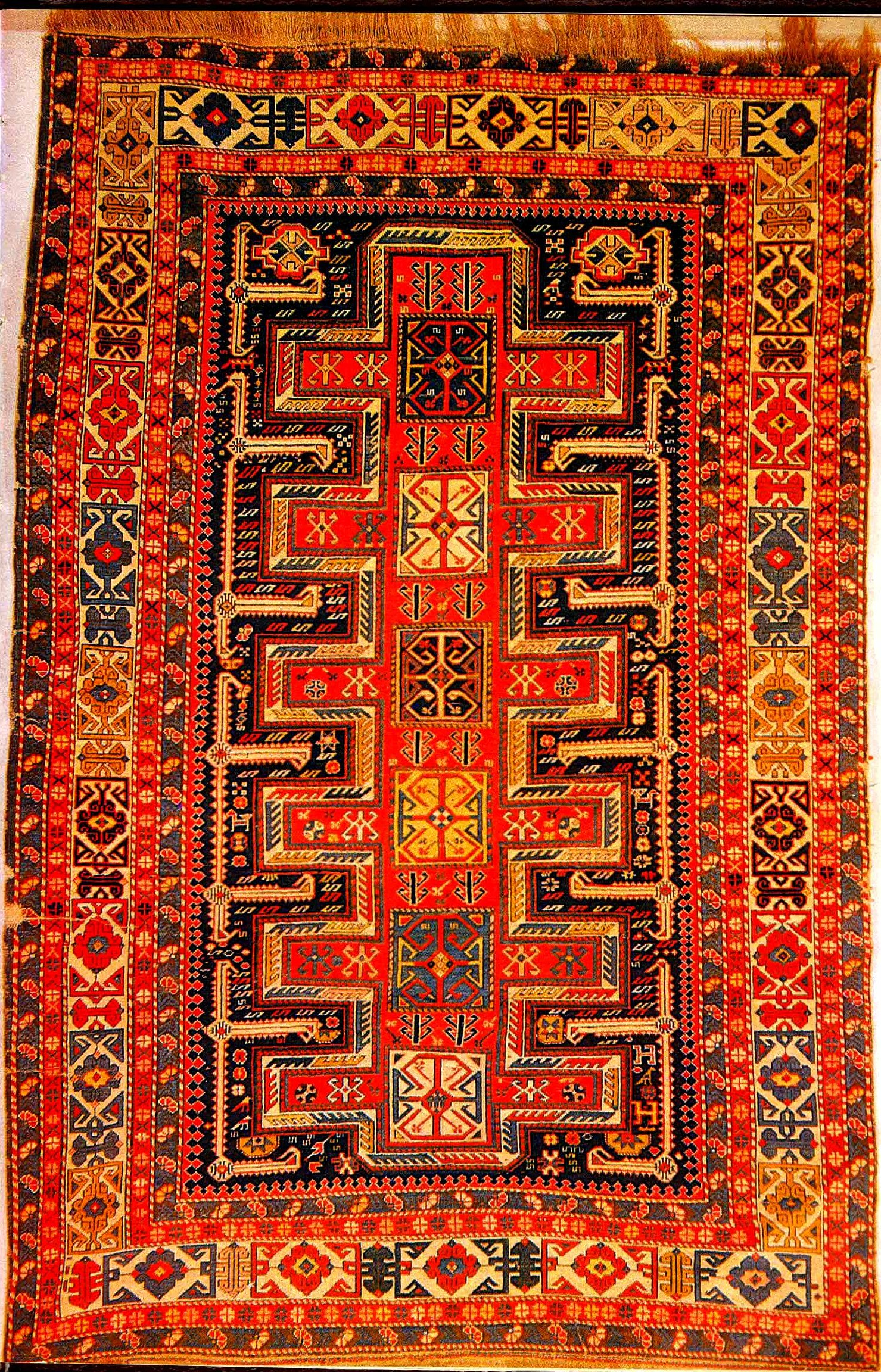
Вид губинских ковров — «Гядим Минаре»

### Гядим Минарэ
В центральной полевой композиции элемент «зенджире», иначе называемый «дараги», помещается слева и справа в сторону центральной оси и образует несколько новых квадратов или четырёхугольников. Эти новые квадратные или четырёхугольные поверхности в большинстве случаев покрыты сеткой мелких квадратов чёрного, красного или белого цвета. Фон среднего поля обычно тёмно-синий или красный.

### Угах
Ковры Угах берут своё название от деревни Угах, недалеко от Губы. Состав центрального поля состоит из коротких отрезков и покрыт растительными элементами только одной формы. Люди называют это «тяхянг» («виноградный лист»). Он представляет собой основной элемент ковра и помещается в точках пересечений линий, которые отмечают начало и центр координат, то есть линии, которые образуют сетку квадратов. Происхождение мотивов пограничных полос восходит к растительным орнаментам, принятым из узоров, используемых в различных областях декоративно-прикладного искусства. Центральный край, называемый ткачами «чичекли», можно найти и в карабахских коврах «Нелбек-гул». Что касается цветов, то на фоне этого ковра тёмно-коричневый или тёмный кобальт.

### Ерфи
Этот ковер получил свое название от деревни Ерфи. Он также производится в деревнях Нохурдузу, Гаядалы, Талыш, Хырт, Гарабалуг. Некоторые эксперты считают, что это — ширванский ковёр. Мастера называют его «Хеймега» («место для создания палатки»). Элементы центрального поля ковров Ерфи расположены вдоль небольших вертикальных осей. Декор центра поля состоит в основном из двух основных элементов разной формы, каждая из которых образует отдельную горизонтальную линию. Первый ряд образован элементами группы «сачаглылар» (бахрома), которая чаще встречается в группе ковров Ширвана. Во второй строке представлены элементы, называемые «чадыр» («палатка»), который считается основным гелем (медальоном) ковра. Эти элементы найдены во многих азербайджанских коврах, и их происхождение восходит к древним временам. Они сплетены в каждом третьем сырьё, а основные элементы сплетены в каждом втором сырьё. Граничные орнаменты в основном состоят из трёх полос, включая центральную кромку кетебе и меньшую кромку «чахмаги», типичную для бакинских ковров, и бегущую по бокам кетебе. Цвет пограничных полос меняется в зависимости от цвета центрального поля. Художественный анализ ковра Ерфи позволяет сделать вывод о том, что состав его центрального поля принимается главным образом из плоских ковров, типичных для кочевых племён.

### Гырыз
Состав центрального поля ковра Гырыза состоит в основном из нескольких крупных гелей, расположенных вдоль центральной вертикальной оси. Гели в таких коврах имеют форму «хонча» или «табаг», с ромбовидными элементами слева и справа. Ремесленники называют эти элементы «гюллю йайлыг». В центре гелей находится элемент под названием «айпара» («полумесяц»). Считается, что изображён свадебный хонча. Типичными для гырызских ковров являются изображения пары ушных колец между гелями, выстроенные изображения птиц и отдельные элементы различных форм и форм.

### Буталы
Этот ковёр губинской группы типа Губа-Ширван относится к деревне Деречичи Губинского района. Подобные ковры производятся в деревнях Набур, Шемаха, Алчиман, Ширван, где они подвергаются местным технологическим и художественным изменениям. Состав центрального поля в основном заполняется только элементами «бута». Эти повторяющиеся элементы образуют строки по длине и поперек. Пограничная полоса состоит из различных полос ширины, включая «зубчатый», «медахил», «зенджире».

### Гюллю
Этот ковёр принадлежит деревне Деречичи. Поле центра заполняется только элементами «гюль» (цветок). Эти повторяющиеся элементы образуют строки по длине и поперек. Пограничная полоса состоит из различных полос ширины, включая «зубчатый», «медахил», «зенджире».